# River Chew
River Chew är ett vattendrag i Storbritannien.   Det ligger i kommunen Bath and North East Somerset och riksdelen England, i den södra delen av landet, 160 km väster om huvudstaden London.